# Крупський Іван Йосипович
Іван Йосипович Кру́пський (нар. 14 жовтня 1922, Малоолександрівка — пом. 3 серпня 2003, Київ) — український графік; член Спілки радянських художників України з 1958 року.

## Біографія
Народився 14 жовтня 1922 року у селі Малоолександрівці (нині Кам'янський район Дніпропетровської області, Україна). 1943 року закінчив Пензенське художнє училище, де навчався у Івана Горюшкіна-Сорокопудова; у 1952 році — Київський художній інститут, де вув учнем Василя Касіяна.
Жив у Києві, в будинку на вулиці Академіка Філатова, № 10 а, квартира № 33 та в будинку на вулиці Курганівській, № 3, квартира № 63. Помер у Києві 3 серпня 2003 року.

## Творчість
Працював у галузі станкової графіки та плаката. Серед робіт:
- плакат «Все готове — хоч завтра в поле» (1950);
- «Будинок, де проходила Перша конференція київських комсомольців» (1958);
- серія «Дніпродзержинськ» (1960);
- серія «Київ соціалістичний» (1961);
- серія «Донбас» (1964);
- «Собор навесні» (папір, акварель);
- «Осіння блакить» (папір, акварель);
- «Зима»;
- «Осінь»;
- «Садовий цвіт»;
- «Весна у селі» (папір, акварель).

Брав участь у республіканських виставках з 1951 року, всесоюзних — з 1961 року, зарубіжних — з 1965 року.